# Fairfield University
La Fairfield University è un'università privata di indirizzo cattolico con sede a Fairfield, nello stato americano del Connecticut.
La Fairfield University of Saint Robert Bellarmine fu fondata nel 1942 da James Henry Dolan, padre provinciale dei gesuiti del New England, con il permesso di Maurice Francis McAuliffe, vescovo di Hartford. In origine i corsi erano riservati solo agli studenti di sesso maschile, ma nel 1970 iniziarono ad essere ammesse anche le studentesse.